# Hydropsyche sparna
Hydropsyche sparna là một loài Trichoptera trong họ Hydropsychidae. Chúng phân bố ở miền Tân bắc.